# 吉娜·萊因哈特

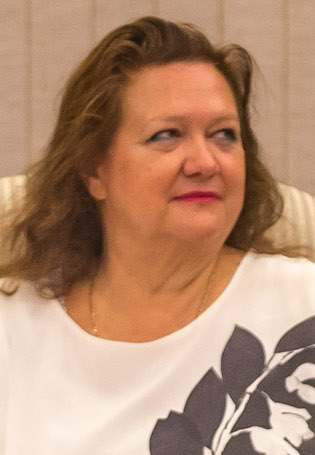
吉娜·萊因哈特，摄于2015年

吉娜·萊因哈特（Georgina "Gina" Hope Rinehart，1954年2月9日—），是一位澳大利亞礦業大亨。在2010年代，萊因哈特购買了一個傳媒機構的股權，成為Fairfax Media的最大股東並且在The Ten Network Holdings當中，取得了顯著的份額。2006年，她的資產有10億澳元，被澳大利亞《商業周刊》報導為澳大利亞第一位女性億萬富豪；2007年，她的資產增加為40億澳元，在澳大利亞富豪榜排名第四；在2011年，《福布斯》亞洲商業評論周刊報導，萊因哈特是澳大利亞最富有的人。2012年5月BRW宣布她已經超越克里斯蒂·沃爾頓（Christy Walton），成为世界上最富有的女人。她在《福布斯》2019年全球億萬富豪榜中名列第75位，資產達到142億美元。
吉娜·萊因哈特的父親朗·漢考克曾擔任西澳航空公司的飛機駕駛員，之後靠著開採鐵礦成為澳大利亞富人。在1954年2月，他的第二妻子霍普·瑪格麗特·道格拉斯生下萊因吉娜·萊因哈特，萊因哈特成為漢考克的公司之唯一法定繼承。她在19歲時與英國人格雷格·海沃德結婚，育有二子，在1981年離婚；29歲時再嫁美國律師弗蘭克·吉恩哈特，生下一對雙胞胎，弗蘭克在1990年去世，萊因哈特至今未再婚。吉娜·萊因哈特有4個小孩，2011年，萊因哈特的三位孩子兼受益人（Hope Rinehart Welker、John Hancock和Bianca Rinehart）向新南威爾斯最高法院提交一項法律行動，希望延遲The Hope Margaret Hancock信託基金的歸屬日期。

## 外部連結
. Zi字媒體. 2017-06-18  [2019-04-14]. （原始内容存档于2019-06-09）.